# Жулёв, Юрий Александрович
Юрий Александрович Жулёв (род. 8 февраля 1967, Одесса) — российский общественный деятель. Президент Всероссийского общества гемофилии. Сопредседатель Всероссийского союза пациентов.

## Биография
Родился 8 февраля 1967 года в Одессе. В 1985 году окончил среднюю школу № 856 города Москвы.
В 1991 году окончил Московский юридический институт.
Женат. Есть сын.

## Общественная деятельность
В 1989 году был избран на должность вице-президента Ассоциации больных гемофилией, а в 1993 году — на должность президента Общества больных гемофилией.
В 2000 году на учредительном съезде Всероссийского общества гемофилии стал президентом организации. Занимает эту должность по настоящее время.
В 2002—2004 годах был членом правления Европейского консорциума гемофилии и членом правления Всемирной федерации гемофилии. Неоднократно выступал на всемирном форуме WFH. За активную работу в странах СНГ был удостоен звания «Лучший волонтер» Всемирной федерации гемофилии.
В 2005 году Жулёв добился включения гемофилии в список заболеваний, на лечение которых государство выделяет федеральные средства.
В 2006 году стал одним из авторов «Протокола ведения больных гемофилией».
С 2009 года является сопредседателем Всероссийского союза общественных объединений пациентов.
Также является руководителем рабочей группы по вопросам совершенствования государственной системы медико-социальной экспертизы и мониторинга реализации принятых решений Комиссии при президенте РФ по делам инвалидов; сопредседателем Совета общественных организаций по защите прав пациентов при Минздраве РФ; заместителем председателя общественного совета при Минздраве РФ; членом Совета общественных организаций по защите прав пациентов при Росздравнадзоре; членом Общественной палаты города Москвы; членом московского регионального штаба Общероссийского народного фронта и Центральной ревизионной комиссии ОНФ.
Активно курирует вопросы обеспечения пациентов лекарственными препаратами, доступности медицинской помощи, законодательных инициатив и другие аспекты здравоохранения в России.
Входит в состав Попечительского совета медицинской книжной премии «Здравомыслие».

## Награды
- Почётная грамота Федеральной службы по надзору в сфере здравоохранения и социального развития (2008)
- Почётная грамота Министерства здравоохранения Российской Федерации (2014)

## Научные публикации
Ю. А. Жулёв является автором ряда научных работ, посвящённых гемофилии, среди которых:
- Воробьев А. И., Плющ О. П., Баркаган З. С., Андреев Ю. Н., Буевич Е. И., Кудрявцева Л. М., Копылов К. Г., Полянская Т. Ю., Зоренко В. Ю., Мамонтов В. Е., Селиванов Е. А., Шарыгин С. Л., Вдовин В. В., Свирин П. В., Жулёв Ю. А., Воробьев П. А., Лукъянцева Д. В. Протокол ведения больных «Гемофилия». // Проблемы стандартизации в здравоохранении. 2006. № 3. С. 18-74.
- Жулёв Ю. А. Взаимодействие Федеральной службы по надзору в сфере здравоохранения и социального развития с Всероссийским обществом гемофилии. // Вестник Росздравнадзора. 2008. № 3. С. 66-70.
- Жулёв Ю. А. Всероссийское общество гемофилии: опыт работы по улучшению лекарственного обеспечения больных с наследственными коагулопатиями. // Проблемы стандартизации в здравоохранении. 2008. № 5. С. 3-7.
- Захарова Е. Ю., Жулёв Ю. А. Редкие болезни в России: Первые шаги к организации современной системы помощи пациентам. // Менеджмент качества в сфере здравоохранения и социального развития. 2012. № 2 (12). С. 49-54.
- Воробьев П. А., Краснова Л. С., Воробьев А. П., Зыкова А. Б., Жулёв Ю. А., Зозуля Н. И. Эпидемиология, экономика и качество жизни больных с гемофилией в России в 2007—2017 гг.: Результаты применения стандартизации в терапии. // Проблемы стандартизации в здравоохранении. 2018. № 9-10. С. 15-34.